# Památník J. A. Komenského
Památník J. A. Komenského je malé muzeum v obci Komňa se stálou expozicí týkající se historie vesnice a života Jana Amose Komenského. Sbírky zahrnují také nálezy z archeologických vykopávek v lokalitě zříceniny hradu Zuvačov, mineralogické exponáty či ukázky dobového nářadí a nábytku. Památník byl zřízen roku 1992 u příležitosti 400. výročí narození J. A. Komenského, kterému Komňa dala jméno, a spravuje ho Spolek pro uctění památky J. A. Komenského. Nachází se v bývalé sýpce u venkovské usedlosti č. p. 33. Tato jednopatrová stavba pochází z roku 1744 a od roku 1958 je památkově chráněná. Je postavena z kamene a její stěny jsou omítnuté a obílené. Na jejím průčelí je krytá dřevěná pavlač s prodlouženou střechou, vstup do budovy a dvě malá přízemní okna. Střecha je sedlová a pokrytá břidlicí a štíty jsou vyzděné až do jejího hřebene. Budova je majetkem obce Komňa.